# Oxazolam
Oxazolam ou oxazolazepam é um fármaco benzodiazepínico. Possui propriedades ansiolíticas, anticonvulsivantes, sedativas e relaxantes musculoesqueléticas. É um pró-fármaco do desmetildiazepam.